# Vodacom Cup 2015
Vodacom Cup 2015 – osiemnasta, ostatnia edycja Vodacom Cup, trzeciego poziomu rozgrywek w rugby union w Południowej Afryce.
Do zawodów, wbrew początkowym zapowiedziom, nie powróciła z powodów finansowych reprezentacja Kenii w rugby union mężczyzn (Simba XV). Po raz pierwszy od 2011 roku zagrał natomiast namibijski zespół Welwitschias, który wynegocjował rozegranie wszystkich spotkań w Windhuk.
Podobnie jak rok wcześniej szesnaście uczestniczących zespołów rywalizowało zatem w pierwszej fazie systemem kołowym podzielone na dwie ośmiozespołowe grupy, następnie czołowe czwórki z każdej z grup awansowały do fazy pucharowej złożonej z ćwierćfinałów, półfinałów i finału.
Z ośmiu ćwierćfinalistów jedynie zespół Leopards nie zagrał na tym etapie w poprzednim sezonie. Niespodzianką na tym etapie była porażka obrońców tytułu Griquas z Pumas, ze swych pojedynków zwycięsko wyszły też zespoły Blue Bulls, Western Province i Golden Lions. Pumas kontynuowali dobrą passę zwyciężając niepokonanych dotąd Golden Lions, Blue Bulls ulegli zaś również niepokonanej drużynie Western Province. W rozegranym po raz pierwszy w Kapsztadzie decydującym pojedynku lepsi okazali się zawodnicy Pumas po raz pierwszy triumfując w tych rozgrywkach, a w trzech kolejnych pojedynkach fazy pucharowej pokonali na wyjeździe mistrzów z trzech ostatnich lat.
Najwięcej punktów w zawodach (118) zdobył JC Roos, w klasyfikacji przyłożeń z ośmioma zwyciężył natomiast Alshaun Bock.
Była to ostatnia edycja tych zawodów, bowiem w grudniu 2015 roku zostały one zlikwidowane z uwagi na znaczącą rozbudowę terminarza Currie Cup.

## Faza grupowa

### Grupa północna
| 6 marca 201515:00 | Falcons | 13:37(6:17) | Blue Bulls | Barnard Stadium, Kempton Park Widzów: 250 Sędzia: Kurt Weaver |
| 6 marca 201515:00 |         | 13:37(6:17) |            | Barnard Stadium, Kempton Park Widzów: 250 Sędzia: Kurt Weaver |

| 6 marca 201519:00 | Pumas | 57:18(36:6) | Griffons | Mbombela Stadium, Nelspruit Sędzia: Ben Crouse |
| 6 marca 201519:00 |       | 57:18(36:6) |          | Mbombela Stadium, Nelspruit Sędzia: Ben Crouse |

| 6 marca 201519:00 | Welwitschias | 3:53(3:34) | Golden Lions | Hage Geingob Rugby Stadium, Windhuk Sędzia: Lesego Legoete |
| 6 marca 201519:00 |              | 3:53(3:34) |              | Hage Geingob Rugby Stadium, Windhuk Sędzia: Lesego Legoete |

| 7 marca 201515:00 | Leopards | 22:9(17:9) | Limpopo Blue Bulls | Olën Park, Potchefstroom Widzów: 150 Sędzia: Jason Jaftha |
| 7 marca 201515:00 |          | 22:9(17:9) |                    | Olën Park, Potchefstroom Widzów: 150 Sędzia: Jason Jaftha |

| 13 marca 201515:30 | Blue Bulls | 46:25(29:22) | Leopards | Loftus Versfeld Stadium, Pretoria Widzów: 200 Sędzia: Rodney Bonaparte |
| 13 marca 201515:30 |            | 46:25(29:22) |          | Loftus Versfeld Stadium, Pretoria Widzów: 200 Sędzia: Rodney Bonaparte |

| 13 marca 201519:00 | Welwitschias | 7:61(0:33) | Pumas | Hage Geingob Rugby Stadium, Windhuk Sędzia: Jaco Pretorius |
| 13 marca 201519:00 |              | 7:61(0:33) |       | Hage Geingob Rugby Stadium, Windhuk Sędzia: Jaco Pretorius |

| 13 marca 201519:10 | Limpopo Blue Bulls | 21:31(6:17) | Golden Lions | Peter Mokaba Stadium, Polokwane Sędzia: AJ Jacobs |
| 13 marca 201519:10 |                    | 21:31(6:17) |              | Peter Mokaba Stadium, Polokwane Sędzia: AJ Jacobs |

| 20 marca 201515:00 | Golden Lions | 24:12(24:0) | Blue Bulls | Emirates Airline Park, Johannesburg Sędzia: Quinton Immelman |
| 20 marca 201515:00 |              | 24:12(24:0) |            | Emirates Airline Park, Johannesburg Sędzia: Quinton Immelman |

| 21 marca 201514:30 | Leopards | 36:31(24:14) | Falcons | Hoërskool Lichtenburg, Lichtenburg Sędzia: Francois Pretorius |
| 21 marca 201514:30 |          | 36:31(24:14) |         | Hoërskool Lichtenburg, Lichtenburg Sędzia: Francois Pretorius |

| 21 marca 201516:00 | Pumas | 52:0(40:0) | Limpopo Blue Bulls | Secunda Sędzia: Archie Sehlako |
| 21 marca 201516:00 |       | 52:0(40:0) |                    | Secunda Sędzia: Archie Sehlako |

| 27 marca 201519:00 | Welwitschias | 28:32(21:18) | Griffons | Hage Geingob Rugby Stadium, Windhuk Sędzia: Rodney Bonaparte |
| 27 marca 201519:00 |              | 28:32(21:18) |          | Hage Geingob Rugby Stadium, Windhuk Sędzia: Rodney Bonaparte |

| 28 marca 201515:00 | Falcons | 26:48(7:41) | Golden Lions | Barnard Stadium, Kempton Park Sędzia: Lourens van der Merwe |
| 28 marca 201515:00 |         | 26:48(7:41) |              | Barnard Stadium, Kempton Park Sędzia: Lourens van der Merwe |

| 28 marca 201516:30 | Blue Bulls | 20:18(7:9) | Pumas | Loftus Versfeld Stadium, Pretoria Sędzia: Tahla Ntshakaza |
| 28 marca 201516:30 |            | 20:18(7:9) |       | Loftus Versfeld Stadium, Pretoria Sędzia: Tahla Ntshakaza |

| 10 kwietnia 201515:00 | Griffons | 17:38(7:19) | Falcons | HT Pelatona Projects Stadium, Welkom Widzów: 150 Sędzia: Jaco Kotze |
| 10 kwietnia 201515:00 |          | 17:38(7:19) |         | HT Pelatona Projects Stadium, Welkom Widzów: 150 Sędzia: Jaco Kotze |

| 10 kwietnia 201519:00 | Welwitschias | 0:44(0:8) | Blue Bulls | Hage Geingob Rugby Stadium, Windhuk Sędzia: Oregopotse Rametsi |
| 10 kwietnia 201519:00 |              | 0:44(0:8) |            | Hage Geingob Rugby Stadium, Windhuk Sędzia: Oregopotse Rametsi |

| 11 kwietnia 201515:00 | Pumas | 16:24(16:17) | Golden Lions | Mbombela Stadium, Nelspruit Sędzia: Jaco Pretorius |
| 11 kwietnia 201515:00 |       | 16:24(16:17) |              | Mbombela Stadium, Nelspruit Sędzia: Jaco Pretorius |

| 17 kwietnia 201515:30 | Blue Bulls | 40:21(27:7) | Griffons | Loftus Versfeld Stadium, Pretoria Sędzia: Francois Pretorius |
| 17 kwietnia 201515:30 |            | 40:21(27:7) |          | Loftus Versfeld Stadium, Pretoria Sędzia: Francois Pretorius |

| 17 kwietnia 201516:30 | Leopards | 23:31(13:15) | Pumas | Olën Park, Potchefstroom Sędzia: Jaco Kotze |
| 17 kwietnia 201516:30 |          | 23:31(13:15) |       | Olën Park, Potchefstroom Sędzia: Jaco Kotze |

| 18 kwietnia 201515:00 | Welwitschias | 24:17(17:3) | Limpopo Blue Bulls | Hage Geingob Rugby Stadium, Windhuk Sędzia: Stephan Geldenhuys |
| 18 kwietnia 201515:00 |              | 24:17(17:3) |                    | Hage Geingob Rugby Stadium, Windhuk Sędzia: Stephan Geldenhuys |

| 24 kwietnia 201519:00 | Pumas | 28:22(13:15) | Falcons | Mbombela Stadium, Nelspruit Widzów: 4 000 Sędzia: Archie Sehlako |
| 24 kwietnia 201519:00 |       | 28:22(13:15) |         | Mbombela Stadium, Nelspruit Widzów: 4 000 Sędzia: Archie Sehlako |

| 25 kwietnia 201514:30 | Golden Lions | 63:10(14:5) | Leopards | Emirates Airline Park, Johannesburg Sędzia: Jaco Pretorius |
| 25 kwietnia 201514:30 |              | 63:10(14:5) |          | Emirates Airline Park, Johannesburg Sędzia: Jaco Pretorius |

| 25 kwietnia 201515:00 | Griffons | 40:28(12:17) | Limpopo Blue Bulls | HT Pelatona Projects Stadium, Welkom Sędzia: Ricus van der Hoven |
| 25 kwietnia 201515:00 |          | 40:28(12:17) |                    | HT Pelatona Projects Stadium, Welkom Sędzia: Ricus van der Hoven |

| 1 maja 201520:00 | Welwitschias | 7:45(0:40) | Falcons | Hage Geingob Rugby Stadium, Windhuk Sędzia: Lourens van der Merwe |
| 1 maja 201520:00 |              | 7:45(0:40) |         | Hage Geingob Rugby Stadium, Windhuk Sędzia: Lourens van der Merwe |

| 2 maja 201514:30 | Leopards | 59:12(21:0) | Griffons | Hartbeesfontein Widzów: 1 200 Sędzia: Tahla Ntshakaza |
| 2 maja 201514:30 |          | 59:12(21:0) |          | Hartbeesfontein Widzów: 1 200 Sędzia: Tahla Ntshakaza |

| 2 maja 201516:40 | Blue Bulls | 83:13(24:10) | Limpopo Blue Bulls | Loftus Versfeld Stadium, Pretoria Sędzia: AJ Jacobs |
| 2 maja 201516:40 |            | 83:13(24:10) |                    | Loftus Versfeld Stadium, Pretoria Sędzia: AJ Jacobs |

| 8 maja 201515:00 | Griffons | 20:36(10:19) | Golden Lions | HT Pelatona Projects Stadium, Welkom Sędzia: Stephan Geldenhuys |
| 8 maja 201515:00 |          | 20:36(10:19) |              | HT Pelatona Projects Stadium, Welkom Sędzia: Stephan Geldenhuys |

| 8 maja 201520:00 | Welwitschias | 25:33(15:26) | Leopards | Hage Geingob Rugby Stadium, Windhuk Widzów: 1 000 Sędzia: Archie Sehlako |
| 8 maja 201520:00 |              | 25:33(15:26) |          | Hage Geingob Rugby Stadium, Windhuk Widzów: 1 000 Sędzia: Archie Sehlako |

| 9 maja 201515:00 | Limpopo Blue Bulls | 27:38(8:19) | Falcons | Peter Mokaba Stadium, Polokwane Sędzia: Oregopotse Rametsi |
| 9 maja 201515:00 |                    | 27:38(8:19) |         | Peter Mokaba Stadium, Polokwane Sędzia: Oregopotse Rametsi |

### Grupa południowa
| 20 marca 201519:00 | SWD Eagles | 33:17(16:10) | Cheetahs | Outeniqua Park, George Sędzia: Rodney Bonaparte |
| 20 marca 201519:00 |            | 33:17(16:10) |          | Outeniqua Park, George Sędzia: Rodney Bonaparte |

| 21 marca 201515:00 | Eastern Province Kings | 19:27(12:10) | Griquas | Nelson Mandela Bay Stadium, Port Elizabeth Sędzia: Tahla Ntshakaza |
| 21 marca 201515:00 |                        | 19:27(12:10) |         | Nelson Mandela Bay Stadium, Port Elizabeth Sędzia: Tahla Ntshakaza |

| 21 marca 201515:30 | Sharks XV | 53:0(18:0) | Border Bulldogs | Kings Park Stadium, Durban Sędzia: Cwengile Jadezweni |
| 21 marca 201515:30 |           | 53:0(18:0) |                 | Kings Park Stadium, Durban Sędzia: Cwengile Jadezweni |

| 21 marca 201516:30 | Boland Cavaliers | 10:25(7:15) | Western Province | Caledon Sports Grounds, Caledon Sędzia: Jaco Pretorius |
| 21 marca 201516:30 |                  | 10:25(7:15) |                  | Caledon Sports Grounds, Caledon Sędzia: Jaco Pretorius |

| 27 marca 201519:00 | SWD Eagles | 12:19(12:13) | Griquas | Outeniqua Park, George Sędzia: Francois Pretorius |
| 27 marca 201519:00 |            | 12:19(12:13) |         | Outeniqua Park, George Sędzia: Francois Pretorius |

| 27 marca 201519:10 | Border Bulldogs | 17:27(3:15) | Eastern Province Kings | Buffalo City Stadium, East London Sędzia: Archie Sehlako |
| 27 marca 201519:10 |                 | 17:27(3:15) |                        | Buffalo City Stadium, East London Sędzia: Archie Sehlako |

| 28 marca 201515:00 | Cheetahs | 52:15(26:8) | Boland Cavaliers | Clive Solomon Stadium, Bloemfontein Sędzia: AJ Jacobs |
| 28 marca 201515:00 |          | 52:15(26:8) |                  | Clive Solomon Stadium, Bloemfontein Sędzia: AJ Jacobs |

| 28 marca 201516:00 | Western Province | 32:12(22:7) | Sharks XV | City Park Stadium, Crawford Sędzia: Lesego Legoete |
| 28 marca 201516:00 |                  | 32:12(22:7) |           | City Park Stadium, Crawford Sędzia: Lesego Legoete |

| 10 kwietnia 201515:00 | Boland Cavaliers | 34:26(22:12) | SWD Eagles | Boland Park, Worcester Sędzia: Quinton Immelman |
| 10 kwietnia 201515:00 |                  | 34:26(22:12) |            | Boland Park, Worcester Sędzia: Quinton Immelman |

| 11 kwietnia 201515:00 | Griquas | 37:25(24:13) | Border Bulldogs | Hartswater Sędzia: Lourens van der Merwe |
| 11 kwietnia 201515:00 |         | 37:25(24:13) |                 | Hartswater Sędzia: Lourens van der Merwe |

| 11 kwietnia 201515:30 | Sharks XV | 18:35(11:13) | Cheetahs | Kokstad Rugby Club, Kokstad Sędzia: Ben Crouse |
| 11 kwietnia 201515:30 |           | 18:35(11:13) |          | Kokstad Rugby Club, Kokstad Sędzia: Ben Crouse |

| 11 kwietnia 201519:00 | Eastern Province Kings | 13:19(5:12) | Western Province | Nelson Mandela Bay Stadium, Port Elizabeth Sędzia: Stephan Geldenhuys |
| 11 kwietnia 201519:00 |                        | 13:19(5:12) |                  | Nelson Mandela Bay Stadium, Port Elizabeth Sędzia: Stephan Geldenhuys |

| 17 kwietnia 201519:30 | SWD Eagles | 36:13(17:13) | Sharks XV | Outeniqua Park, George Sędzia: Lesego Legoete |
| 17 kwietnia 201519:30 |            | 36:13(17:13) |           | Outeniqua Park, George Sędzia: Lesego Legoete |

| 18 kwietnia 201515:00 | Western Province | 34:6(8:6) | Border Bulldogs | City Park Stadium, Crawford Sędzia: Oregopotse Rametsi |
| 18 kwietnia 201515:00 |                  | 34:6(8:6) |                 | City Park Stadium, Crawford Sędzia: Oregopotse Rametsi |

| 18 kwietnia 201516:00 | Boland Cavaliers | 19:62(7:20) | Griquas | Smuts Ground, Velddrif Sędzia: Cwengile Jadezweni |
| 18 kwietnia 201516:00 |                  | 19:62(7:20) |         | Smuts Ground, Velddrif Sędzia: Cwengile Jadezweni |

| 18 kwietnia 201516:30 | Cheetahs | 50:45(21:20) | Eastern Province Kings | Free State Stadium, Bloemfontein Sędzia: Quinton Immelman |
| 18 kwietnia 201516:30 |          | 50:45(21:20) |                        | Free State Stadium, Bloemfontein Sędzia: Quinton Immelman |

| 24 kwietnia 201519:00 | Border Bulldogs | 10:14(3:5) | Cheetahs | Buffalo City Stadium, East London Sędzia: Rodney Bonaparte |
| 24 kwietnia 201519:00 |                 | 10:14(3:5) |          | Buffalo City Stadium, East London Sędzia: Rodney Bonaparte |

| 25 kwietnia 201515:00 | Griquas | 14:21(6:3) | Western Province | Diamantveld High School, Kimberley Sędzia: Stephan Geldenhuys |
| 25 kwietnia 201515:00 |         | 14:21(6:3) |                  | Diamantveld High School, Kimberley Sędzia: Stephan Geldenhuys |

| 25 kwietnia 201515:00 | Eastern Province Kings | 10:31(5:21) | SWD Eagles | Nelson Mandela Bay Stadium, Port Elizabeth Sędzia: Tahla Ntshakaza |
| 25 kwietnia 201515:00 |                        | 10:31(5:21) |            | Nelson Mandela Bay Stadium, Port Elizabeth Sędzia: Tahla Ntshakaza |

| 25 kwietnia 201515:30 | Sharks XV | 52:12(24:5) | Boland Cavaliers | Empangeni Sędzia: Lourens van der Merwe |
| 25 kwietnia 201515:30 |           | 52:12(24:5) |                  | Empangeni Sędzia: Lourens van der Merwe |

| 2 maja 201514:30 | Cheetahs | 29:30(3:17) | Western Province | Free State Stadium, Bloemfontein Sędzia: Jason Jaftha |
| 2 maja 201514:30 |          | 29:30(3:17) |                  | Free State Stadium, Bloemfontein Sędzia: Jason Jaftha |

| 2 maja 201515:30 | Sharks XV | 24:27(17:8) | Griquas | Woodburn Stadium, Pietermaritzburg Widzów: 1 000 Sędzia: Lloyd Linton |
| 2 maja 201515:30 |           | 24:27(17:8) |         | Woodburn Stadium, Pietermaritzburg Widzów: 1 000 Sędzia: Lloyd Linton |

| 2 maja 201516:00 | Boland Cavaliers | 10:44(10:19) | Eastern Province Kings | Central Sports Grounds, Citrusdal Widzów: 3 000 Sędzia: Lesego Legoete |
| 2 maja 201516:00 |                  | 10:44(10:19) |                        | Central Sports Grounds, Citrusdal Widzów: 3 000 Sędzia: Lesego Legoete |

| 2 maja 201516:00 | SWD Eagles | 36:17(22:9) | Border Bulldogs | Albertinia Widzów: 3 200 Sędzia: Francois Pretorius |
| 2 maja 201516:00 |            | 36:17(22:9) |                 | Albertinia Widzów: 3 200 Sędzia: Francois Pretorius |

| 8 maja 201519:00 | Eastern Province Kings | 23:8(8:8) | Sharks XV | Nelson Mandela Bay Stadium, Port Elizabeth Widzów: 2 650 Sędzia: Cwengile Jadezweni |
| 8 maja 201519:00 |                        | 23:8(8:8) |           | Nelson Mandela Bay Stadium, Port Elizabeth Widzów: 2 650 Sędzia: Cwengile Jadezweni |

| 9 maja 201514:45 | Western Province | 27:19(14:9) | SWD Eagles | Newlands Stadium, Kapsztad Sędzia: Lloyd Linton |
| 9 maja 201514:45 |                  | 27:19(14:9) |            | Newlands Stadium, Kapsztad Sędzia: Lloyd Linton |

| 9 maja 201515:00 | Griquas | 19:18(7:10) | Cheetahs | GWK Park, Kimberley Sędzia: Lesego Legoete |
| 9 maja 201515:00 |         | 19:18(7:10) |          | GWK Park, Kimberley Sędzia: Lesego Legoete |

| 9 maja 201515:30 | Border Bulldogs | 29:5(19:0) | Boland Cavaliers | Davidson Rugby Stadium, Alice Sędzia: Ben Crouse |
| 9 maja 201515:30 |                 | 29:5(19:0) |                  | Davidson Rugby Stadium, Alice Sędzia: Ben Crouse |

## Faza pucharowa
|  |                  |                  |              |              |    |                  |                  |          |  |  |       |       |       |
|  | Ćwierćfinał      | Ćwierćfinał      | Ćwierćfinał  |              |    | Półfinał         | Półfinał         | Półfinał |  |  | Finał | Finał | Finał |
|  | Ćwierćfinał      | Ćwierćfinał      | Ćwierćfinał  |              |    | Półfinał         | Półfinał         | Półfinał |  |  | Finał | Finał | Finał |
|  | 16 maja 2015     |                  |              |              |    |                  |                  |          |  |  |       |       |       |
|  |                  |                  |              |              |    |                  |                  |          |  |  |       |       |       |
|  | Western Province | Western Province | 47           |              |    |                  |                  |          |  |  |       |       |       |
|  | Western Province | Western Province | 47           | 23 maja 2015 |    |                  |                  |          |  |  |       |       |       |
|  | Leopards         | Leopards         | 22           |              |    |                  |                  |          |  |  |       |       |       |
|  | Leopards         | Leopards         | 22           |              |    | Western Province | Western Province | 10       |  |  |       |       |       |
|  | 15 maja 2015     |                  |              |              |    | Western Province | Western Province | 10       |  |  |       |       |       |
|  |                  |                  | Blue Bulls   | Blue Bulls   | 6  |                  |                  |          |  |  |       |       |       |
|  | Blue Bulls       | Blue Bulls       | Blue Bulls   | Blue Bulls   | 6  | 44               |                  |          |  |  |       |       |       |
|  | Blue Bulls       | Blue Bulls       |              |              |    | 44               | 30 maja 2015     |          |  |  |       |       |       |
|  | Cheetahs         | Cheetahs         | 21           |              |    |                  |                  |          |  |  |       |       |       |
|  | Cheetahs         | Cheetahs         | 21           |              |    | Western Province | Western Province | 7        |  |  |       |       |       |
|  | 16 maja 2015     |                  |              |              |    | Western Province | Western Province | 7        |  |  |       |       |       |
|  |                  |                  | Pumas        | Pumas        | 24 |                  |                  |          |  |  |       |       |       |
|  | Golden Lions     | Golden Lions     | Pumas        | Pumas        | 24 | 29               |                  |          |  |  |       |       |       |
|  | Golden Lions     | Golden Lions     | 22 maja 2015 |              |    | 29               |                  |          |  |  |       |       |       |
|  | SWD Eagles       | SWD Eagles       | 21           |              |    |                  |                  |          |  |  |       |       |       |
|  | SWD Eagles       | SWD Eagles       | 21           |              |    | Golden Lions     | Golden Lions     | 20       |  |  |       |       |       |
|  | 15 maja 2015     |                  |              |              |    | Golden Lions     | Golden Lions     | 20       |  |  |       |       |       |
|  |                  |                  | Pumas        | Pumas        | 43 |                  |                  |          |  |  |       |       |       |
|  | Griquas          | Griquas          | Pumas        | Pumas        | 43 | 14               |                  |          |  |  |       |       |       |
|  | Griquas          | Griquas          |              |              |    |                  |                  |          |  |  |       |       |       |
|  | Pumas            | Pumas            | 28           |              |    |                  |                  |          |  |  |       |       |       |
|  | Pumas            | Pumas            | 28           |              |    |                  |                  |          |  |  |       |       |       |

| 16 maja 201515:30 | Western Province | 47:22(21:19) | Leopards | City Park Stadium, Crawford Sędzia: Jaco Kotze |
| 16 maja 201515:30 |                  | 47:22(21:19) |          | City Park Stadium, Crawford Sędzia: Jaco Kotze |

| 15 maja 201519:10 | Blue Bulls | 44:21(17:9) | Cheetahs | Loftus Versfeld Stadium, Pretoria Sędzia: Rodney Bonaparte |
| 15 maja 201519:10 |            | 44:21(17:9) |          | Loftus Versfeld Stadium, Pretoria Sędzia: Rodney Bonaparte |

| 16 maja 201514:10 | Golden Lions | 29:21(10:14) | SWD Eagles | Emirates Airline Park, Johannesburg Sędzia: Oregopotse Rametsi |
| 16 maja 201514:10 |              | 29:21(10:14) |            | Emirates Airline Park, Johannesburg Sędzia: Oregopotse Rametsi |

| 15 maja 201519:00 | Griquas | 14:28(0:6) | Pumas | GWK Park, Kimberley Sędzia: Lourens van der Merwe |
| 15 maja 201519:00 |         | 14:28(0:6) |       | GWK Park, Kimberley Sędzia: Lourens van der Merwe |

| 23 maja 201516:30 | Western Province | 10:6(10:3) | Blue Bulls | Newlands Stadium, Kapsztad Sędzia: Lesego Legoete |
| 23 maja 201516:30 |                  | 10:6(10:3) |            | Newlands Stadium, Kapsztad Sędzia: Lesego Legoete |

| 22 maja 201517:00 | Golden Lions | 20:43(6:25) | Pumas | Emirates Airline Park, Johannesburg Sędzia: Francois Pretorius |
| 22 maja 201517:00 |              | 20:43(6:25) |       | Emirates Airline Park, Johannesburg Sędzia: Francois Pretorius |

| 30 maja 201514:10 | Western Province | 7:24(0:19) | Pumas | Newlands Stadium, Kapsztad Sędzia: Quinton Immelman |
| 30 maja 201514:10 |                  | 7:24(0:19) |       | Newlands Stadium, Kapsztad Sędzia: Quinton Immelman |